# Estação Antônio Sales
A Estação Antônio Sales é uma estação de Veiculo Leve sobre Trilhos (VLT) localizada na Avenida Antônio Sales, 3412, no bairro Dionísio Torres, em Fortaleza, Brasil. Faz parte da Linha Nordeste do Metrô de Fortaleza, administrado pela Companhia Cearense de Transportes Metropolitanos (Metrofor).
Em sua zona de influencia atende partes de importantes bairros da capital como Cocó, Dionísio Torres, Aldeota e São João do Tauape. Grades avenidas como a própria Antônio Sales, Almirante Henrique Saboia (Via Expressa) e Engenheiro Santana Junior também entram no grupo de áreas atendidas, juntamente com parte do Parque do Cocó, diversas instituições de ensino, supermercados, prédios residências e comerciais além de outros tipos de edificações que garantem grande movimentação a estação.

## Características

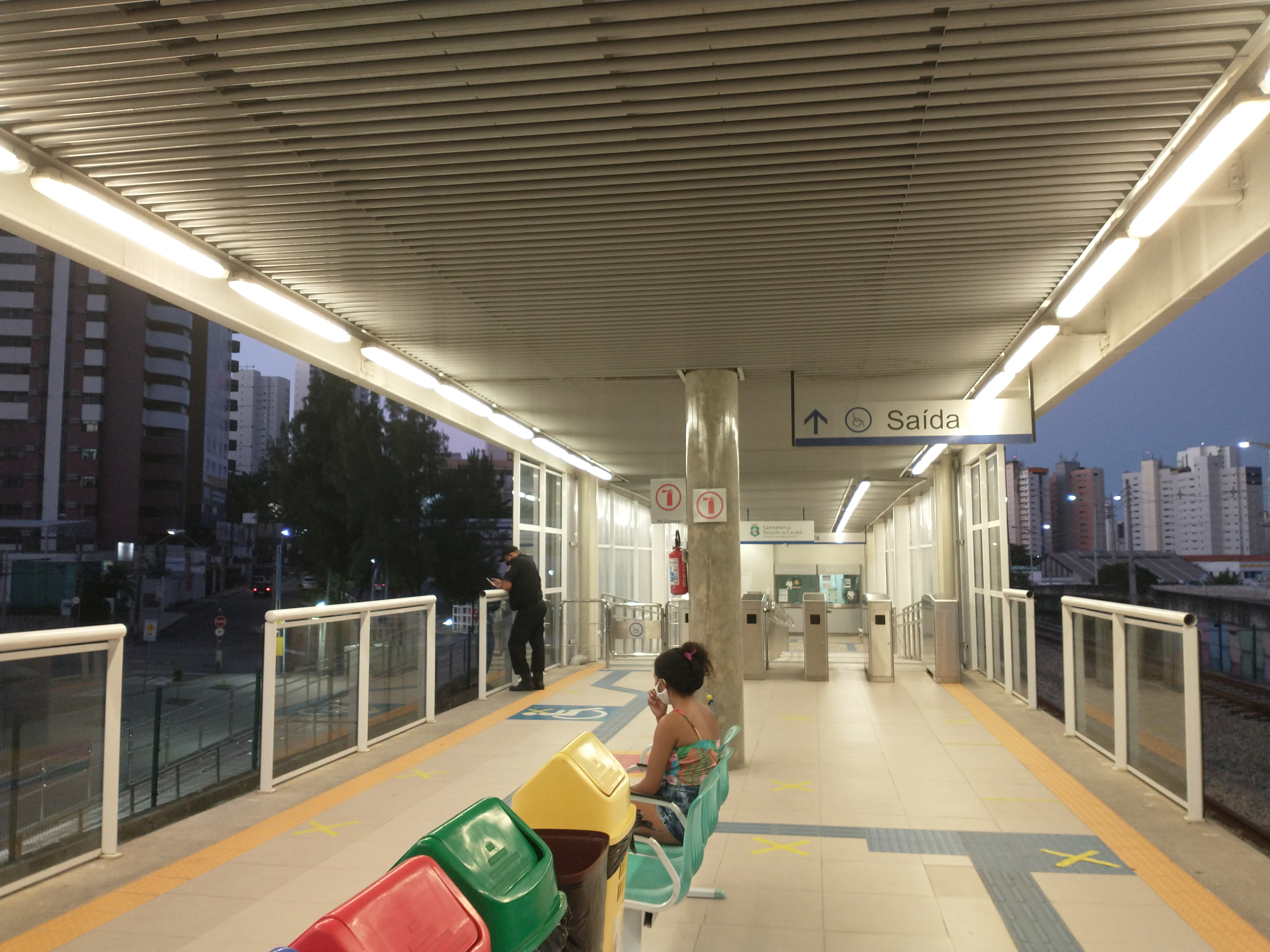
Plataforma da estação Antônio Sales, com bloqueios ao fundo.

Estação de Superfície, com bilheterias ao nível do solo, rampa de acesso para pessoas portadoras deficiência e sistemas de sonorização. 
Com estrutura semelhante às demais estações, a plataforma de embarque e desembarque da estação é em ilha, no entanto, possui seu mobiliário todo localizado em seu eixo, garantindo um bom deslocamento por parte dos usuários nas duas extremidades da plataforma. Guarda-corpos também foram localizados nas extremidades da plataforma para garantir mais segurança, liberando apenas a área direta de embarque e desembarque.
A estação dispõe de elevadores, piso tátil, mapa tátil e avisos sonoros que garantem acesso e boa utilização do metrô a todos os cidadãos, incluindo aqueles que possuem alguma deficiência ou estão com mobilidade reduzida por qualquer razão. Além disso, as equipes presentes na estação – compostas por agentes de estação e vigilantes – recebem treinamento especializado para ajudar no embarque e desembarque desses passageiros, e estão sempre atentos para oferecer ajuda a quem necessitar.
É também garantido gratuidade às pessoas com deficiência que estejam dentro dos critérios legais para usufruir deste benefício. Para isso, é necessário apresentar, na estação, o Cartão Gratuidade Pessoa com Deficiência, emitido pela Empresa de Transporte Urbano de Fortaleza – Etufor.

## Acessos
Seguindo o padrão das demais estações, o acesso é feito através do bloco destinado para área para estacionamento de bicicletas, bilheteria, banheiros para funcionários e depósito. Neste caso, após a compra do bilhete, o usuário é conduzido através de um caminho determinado pela paginação do piso, até a passagem de nível que dá acesso à rampa e escada de entrada da plataforma de embarque e desembarque onde estão localizadas as cancelas eletrônicas de acesso.